# Eurylophella minimella
Eurylophella minimella är en dagsländeart som först beskrevs av Mcdunnough 1931.  Eurylophella minimella ingår i släktet Eurylophella och familjen mossdagsländor. Inga underarter finns listade i Catalogue of Life.